# James McNeill Whistler
James Abbot McNeill Whistler (Lowell, Massachusetts, 1834. - London, 17. srpnja 1903.) je bio američki slikar i grafičar.

## Životopis
Whistler je započeo svoju karijeru kao proizvođač klišeja za geodetsku službu Američke obalne straže. Svojim umjetničkim talentom izradio je prekrasne crteže obale koji su se pojavljivali na kartama tijekom njegova kartografskog rada zajedno i s civilnim i mornarčkim hidrografskim organizacijama u SAD-u. Ubrzo je napustio posao i preselio se s obitelji u Europu. Najprije je živio u Rusiji gdje je njegov otac dizajnirao željezničku prugu Moskva-Sankt-Peterburg. Slikarstvo je studirao u Parizu, a djelovao je većinom u Londonu gdje je ostvario meteorsku i kontroveznu karijeru (poznat je pravni spor iz 1877. godine s likovnim kritičarem Johnom Ruskinom koji je optužio Whistlera za “šlampavost” na što je Whistler odgovorio tužbom). Na kraju se trajno nastanio u Chelseaju.
Whistler je bio poznat po svojoj oštroj osobnosti i britkom umu. Oblačio se kao dendi, nosio ružičaste vrpce na svojim kožnim cipelama i nosio je dva kišobrana u strahu od prevrtljive Londonske klime.

## Djela
Slikao je u duhu francuskog impresionizma i japanskog višebojnog drvoreza, prozračnim bojama i naglašenom dekorativnosti. Slikao je većinom krajolike, interijere i vedute, a svojim dekoracijama bio je preteča art nouveaua i secesije. Svojim dekoracijama je uklanjao granicu između slike i njezina okvira te između slikarstva i dekorativnih umjetnosti. Najpoznatije uređenje interijera mu je Paunova soba, tj. blagovaonica u kući Fredericka Leylanda u Prince's Gateu u Londonu. Whistler je kasnije pisao kako se nada da će imati priliku predstaviti svoj kićeni ukus i vještinu svojim rodnim Sjedinjenim Državama.
Također je radio tehnički besprijekorne bakropise, a napisao je i poznato djelo "Nježna umjetnost stvaranja neprijatelja".
Ostale slavne slike su mu: 
- Simfonija br. 1 ili Djevojka u bijelom iz 1862.
- Simfonija br. 3 ili Dame u bijelom iz 1864.
- Nokturno u zlatnom i plavom ili Stari Battresa most iz 1872.-75. (Tate, London)
- Aranžman u sivom i crnom br. 2. ili Portret Thomasa Carlylea iz 1973.

## Vanjske poveznice
- Službene stranice Whistlerova kućnog muzeja
- Whistlerova pisma sveučilištu u Glasgowu
- Umjetnička galerija Freer